# Ред Армстронг
Норман Жерар «Ред» Армстронг (англ. Norman Gerrard "Red, Norm" Armstrong; 17 жовтня 1938, Оуен-Саунд — 23 липня 1974, Су-Сент-Марі) — канадський хокеїст, що грав на позиції захисника, крайнього нападника.

## Ігрова кар'єра
Професійну хокейну кар'єру розпочав 1960 року.
Протягом професійної клубної ігрової кар'єри, що тривала 14 років, захищав кольори команд «Торонто Мейпл-Ліфс» та «Рочестер Американс».
Усього провів 7 матчів у НХЛ.